# Chiesa di Santa Maria Assunta (Novella, Italia)
La chiesa di Santa Maria Assunta è una chiesa sussidiaria a Cloz, frazione di Novella, in Trentino. Fa parte della zona pastorale delle Valli del Noce e risale al XIV secolo.

## Storia

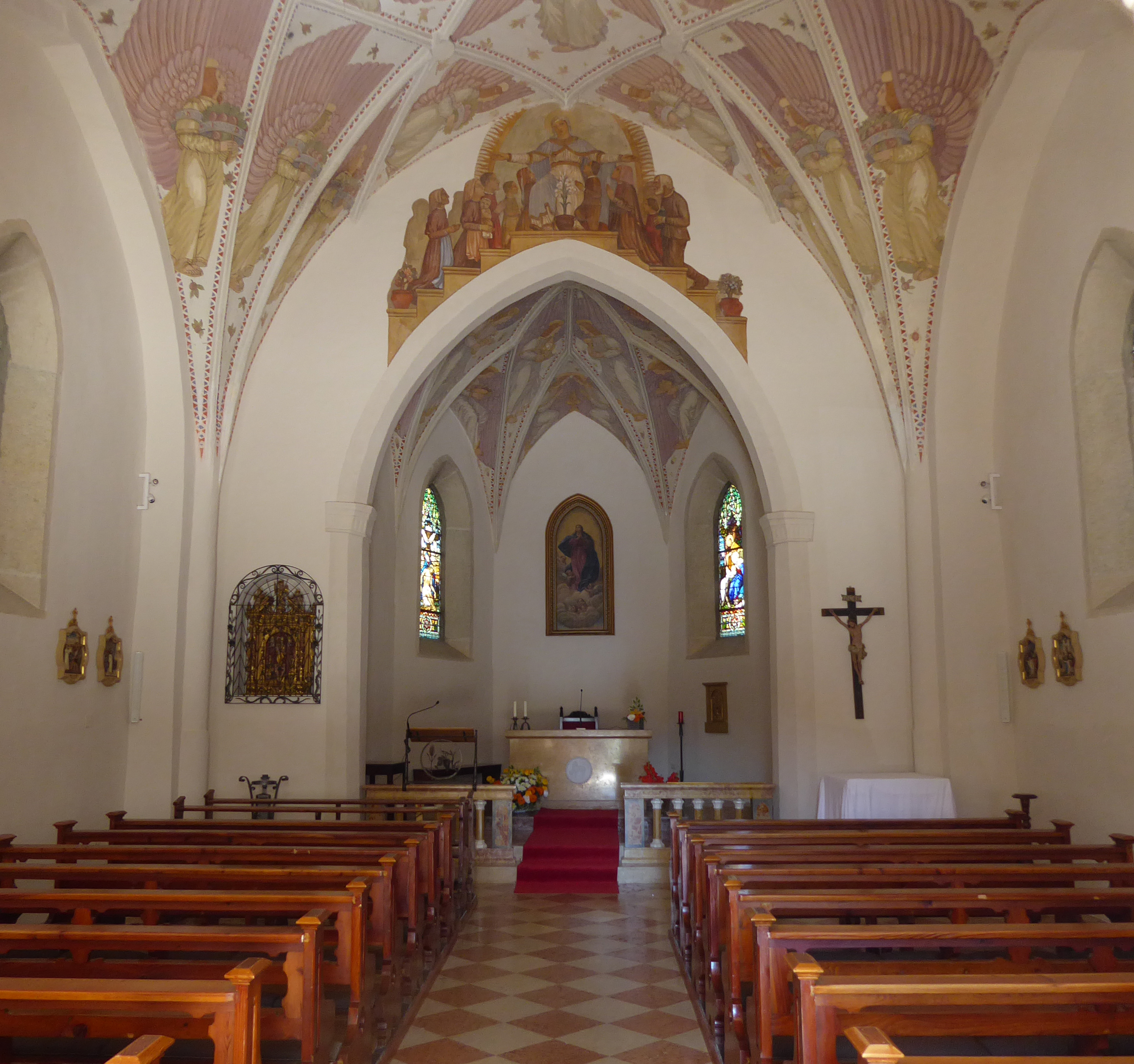
Interno

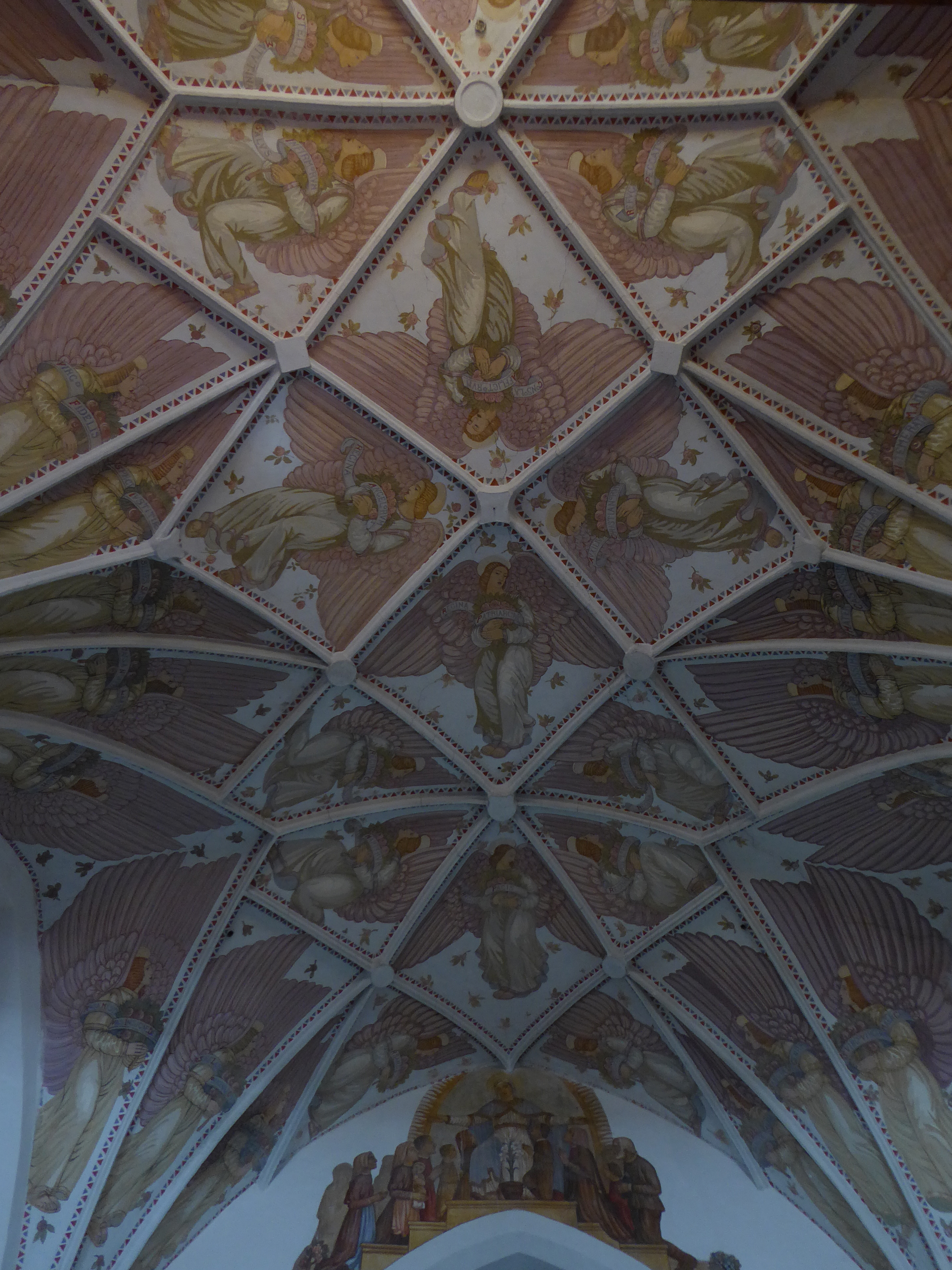
Affreschi del soffitto

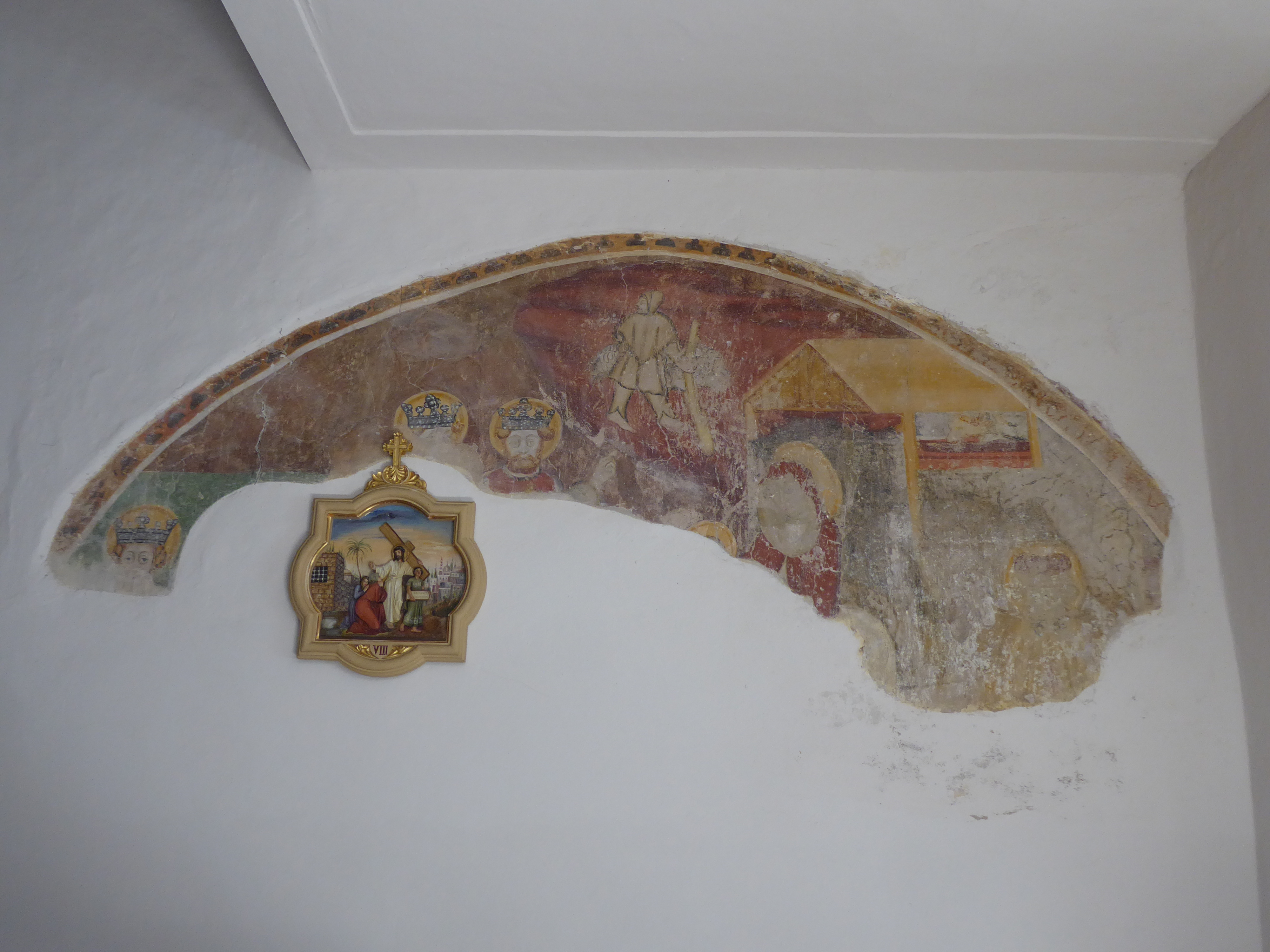
I resti dell'affresco dell'Adorazione dei Magi

La chiesa sorge in uno dei due rioni di Cloz, Villa di fuori. Questi due centri vicini che formano un unico abitato sono talvolta identificati anche col nome delle rispettive chiese, di Santo Stefano e di Santa Maria. Quella di Santa Maria venne edificata in tempi successivi rispetto all'altra, cioè attorno al XIV secolo.

L'effettiva data di costruzione non è nota in modo certo, mentre la sua prima menzione risale ad un testamento del 1458. Nella seconda metà del XV secolo venne quasi certamente decorata con affreschi che vennero imbiancati due secoli più tardi poi riportati alla luce e restaurati nel 1927.
La solenne consacrazione sia della chiesa sia dei suoi altari venne celebrata nel 1500 e fu officiata dal vescovo suffraganeo di Trento Francesco della Chiesa.
Il principe vescovo di Trento Carlo Gaudenzio Madruzzo durante la sua visita pastorale del 1616 diede disposizioni affinché il tempio venisse ampliato. Il cantiere venne aperto in tempi rapidi e i lavori nel 1617 si poterono considerare conclusi. In quell'occasione furono imbiancati gli affreschi quattrocenteschi. Attorno al 1688 venne eretta la torre campanaria e la data venne incisa sulla parete della struttura.
Nei primi anni del XX secolo la copertura della torre venne sostituita con pannelli in cemento speciale poi, negli anni venti, furono effettuati interventi di consolidamento strutturale e revisione delle intonacature interne, oltre a lavori sugli infissi. L'artista Carlo Donati venne chiamato in quel periodo per arricchire gli interni con suoi dipinti murali.
Negli anni cinquanta gli interni furono ritinteggiati, venne rifatta la pavimentazione della sala e fu inserita una fascia decorativa in travertino nella navata.
La torre campanaria, che stava mostrando una preoccupante inclinazione, venne restaurata una prima volta nel 1974 e poi tra il 1986 e il 1987. L'inclinazione con una pendenza di circa cinquanta centimetri venne mantenuta ma la struttura venne rinforzata e messa in sicurezza, così da divenire una caratteristica nota della chiesa, inoltre la copertura che era stata posta all'inizio del secolo venne sostituita con più tradizionali scandole in legno di larice.

## Descrizione
La chiesa sorge in località Villa di fuori, che con Villa di dentro costituisce l'abitato storico di Cloz. La facciata in stile gotico è semplice, con due spioventi ed un portale in pietra con arco a tutto sesto. Al centro della facciata un oculo e di lato la torre campanaria caratteristica per la sua pendenza. 
La navata è unica divisa in due campate ed il presbiterio è leggermente rialzato. La sacrestia si trova nella parte destra dell'edificio. Nella parte superiore dell'arco santo sono conservati lacerti di affreschi quattrocenteschi e nella parte destra della navata un altro frammento affrescato con l'Adorazione dei Magi col particolare interessante del pastore stilizzato. La pala dell'altare maggiore, Immacolata circondata da angeli, è un'opera del 1907 di Massimo Diodato.